# Le Dernier des Vikings
Pour plus de détails, voir Fiche technique et Distribution.
Le Dernier des Vikings (titre original : L'ultimo dei Vikinghi) est un film d'aventures historiques franco-italien de Giacomo Gentilomo et Mario Bava et sorti en 1961. 
L'intrigue se déroule à l'époque viking et le protagoniste, qui s'inspire du roi de Norvège Harald Sigurdsson (1015-1066), est un prince viking qui, après 10 ans d'absence, est retourné dans sa Norvège natale, où un usurpateur maléfique a gouverné à sa place. Le Dernier des Vikings a été tourné avec un budget relativement faible dans le style des péplums populaires à l'époque, bien que l'action ait été déplacée vers l'Europe du Nord. Durant la production, le réalisateur Gentilomo aurait été brièvement remplacé par Mario Bava, qui n'est pas crédité au générique.

## Synopsis
Au VIIIe siècle apr. J.-C., Harald et son frère Guntar retournent en Norvège après un raid de trois ans en Mer du Nord avec un navire chargé de butin et de prisonniers. Amarrés chez eux, ils trouvent leur village détruit et sont informés que leur père Sigurd a été assassiné par le sournois Sveno, qui s'est proclamé roi de Norvège et opprime le peuple d'une poigne de fer. Harald convoque alors les chefs des clans vikings pour rassembler leur peuple et se préparer à la guerre contre l'usurpateur. Il est très vite reconnu comme le nouveau chef des Vikings et jure qu'il prendra sa revanche sur Sveno. Harald proclame encore une fois un complot contre sa famille. Harkon, l'ambitieux cousin de Sigurd, le soutient à contrecœur et, à l'instigation de sa femme, commence à comploter pour causer la mort de Harald. Alors que les Vikings se préparent à la guerre, la nouvelle du retour d'Harald parvient au château de Sveno, qui attend avec impatience que les ambassadeurs danois concluent une alliance avec le roi du Danemark et renforcent ainsi son pouvoir, offrant en gage d'alliance la main de sa cousine Hilda. Hors de lui, le tyran envoie une armée contre les Vikings sous le commandement de son capitaine Harlan, désireux de montrer sa loyauté envers Sveno, malgré son conseiller Simon lui demandant plutôt d'épargner les troupes et d'attendre l'arrivée des ambassadeurs danois.
Cependant, les Vikings ne sont pas pris au dépourvu et tendent une embuscade à l'armée de Sveno, massacrant la plupart des soldats et capturant Harlan. Ce dernier est confié à Harkon pour le torturer et lui soutirer des informations sur les plans de Sveno. Epuisé par la torture, l'homme laisse échapper que Sveno attend des ambassadeurs danois avec qui conclure une alliance pour écraser les Vikings. Bien que cette nouvelle sème d'abord l'inquiétude chez les Vikings, Harald parvient à la transformer en opportunité. Sur le chemin du retour, lui et son équipage capturent un navire qui s'avère transporter les ambassadeurs danois attendus par Sveno. Le chef viking prend donc l'identité du prince Ragnar de Danemark, le cousin de leur roi et avec quelques compagnons déguisés, utilise le navire des ambassadeurs pour atteindre le château de Sveno et s'y infiltrer, afin de voler toutes les informations possibles sur les plans de l'usurpateur. Harald est accueilli par Sveno et la princesse Hilda, qui est très impressionnée par l'invité, tout comme Harald est également frappé par la beauté de la jeune fille.
Alors qu'Harald prétend négocier l'alliance entre Sveno et le Danemark, Harkon libère le véritable ambassadeur pour qu'il rejoigne le château de Sveno en dévoilant la véritable identité d'Harald qui sera alors certainement tué par l'usurpateur, ouvrant ainsi la voie à Harkon pour prendre le commandement. Les Vikings ne peuvent évidemment pas expliquer comment le prisonnier, vieux et lié par des chaînes de fer, a réussi à se libérer et l'ombre de la trahison commence à planer, bien qu'évidemment Harkon essaie de minimiser le fait et suggère que le Danois est maintenant mort dans le la forêt en proie aux bêtes sauvages ; Guntar n'est évidemment pas satisfait de cette explication et, seul, se lance à la poursuite du prisonnier. Pendant que tout cela se passe, Harald est traité par Sveno comme un invité spécial, participant même à une expédition de chasse au cours de laquelle il sauve la princesse Hilda d'un ours en achevant la bête avec une hache. Cela rapproche les deux et Harald commence à reconsidérer ses plans qui consistaient à exterminer toute la famille de Sveno par vengeance. Cependant, Simon remarque la romance qui naît, et il suggère alors de garder celui que lui et Sveno croient être le prince Ragnar au château, afin de préserver la virginité d'Hilda et de sauvegarder l'alliance qu'ils croient avoir faite avec le Danemark, en attendant de l'arrivée des troupes danoises.
Harald accepte le compromis, ordonnant à ses compagnons de rejoindre le camp viking avec la princesse et d'attendre son arrivée, confiant de pouvoir s'échapper du château. Le Viking ignore que son frère Guntar a été capturé par les soldats de Sveno et a été emmené au donjon du château et torturé. Pendant ce temps Guthrum, l'ambassadeur danois libéré par Harkon, réussit à parvenir au château de Sveno et à révéler la supercherie. Ainsi le chef viking se trouve face à toute la garnison du château contre lui, mais il parvient tout de même à atteindre la cellule de Guntar et à le libérer pour tenter ensuite une évasion désespérée en sautant dans la mer. Pendant ce temps, au camp viking, Harkon déclare que Harald est maintenant mort et ne peut plus diriger son peuple et se proclame le nouveau chef viking, emprisonnant les amis de Harald. Alors que les Vikings sont sur le point de plébisciter Harkon, Harald se présente à l'assemblée avec le cadavre de Guntar et révèle la trahison de Harkon à tous, demandant une épée pour que le prix du sang soit payé; visiblement perdu, Harkon tire son épée et se jette contre Harald, mais il est facilement vaincu et tué.
Après les funérailles de Guntar, Harald déclare son amour pour Hilda, promettant de l'épouser une fois qu'elle aura sa revanche contre Sveno, et la princesse montre qu'elle rend la pareille aux sentiments de l'homme en acceptant d'être sa femme une fois la querelle terminée. Cependant, l'usurpateur ne baisse pas les bras et envoie une troupe de soldats pour récupérer Hilda : ils parviennent à enlever Hilda, tuant de nombreuses femmes vikings, et la ramènent au château de Sveno. Ce dernier confie à sa cousine que ses plans n'ont pas changé et que, qu'elle le veuille ou non, elle épousera le roi de Danemark. Harald mène les Vikings contre le château de Sveno pour libérer sa bien-aimée et se réconcilier avec l'assassin de son père. Sveno se sent d'abord confiant dans la solidité de ses murs, pensant que les hommes de Harald ne sont pas capables de résister à un siège. Cependant, grâce aux compétences acquises par Harald lors de ses voyages, les Vikings ont construit une grande tour de siège capable de lancer des bûches enflammées vers l'intérieur des murs : grâce à leur machine de guerre, les guerriers d'Harald parviennent à conquérir le château désormais en feu et à massacrer ses occupants. Harald sauve Hilda puis tue Sveno avec une hache, récupérant l'épée de son père.
Harald, désormais souverain de la Norvège, prend la mer avec Hilda à ses côtés.

## Fiche technique
- Titre original italien : L'ultimo dei Vikinghi
- Titre français : Le Dernier des Vikings[2]
- Réalisation : Giacomo Gentilomo (et Mario Bava non crédité)
- Scénario : Arpad DeRiso (it), Luigi Mondello et Guido Zurli
- Assistant réalisateur : Pino Mercanti
- Photographie : Enzo Serafin
- Montage : Gino Talamo
- Musique : Roberto Nicolosi (it)
- Production : Roberto Capitani et Luigi Mondello
- Sociétés de production : Tiberius Film , Critérion Film, Galatea Film et Les Films du Cyclope
- Pays de production :  Italie -  France
- Langue originale : italien
- Format : Couleur (Telecolor) et (Eastmancolor) - 2,35:1 - 35 mm - Son mono
- Genre : Film d'aventures historiques
- Durée : 103 minutes
- Date de sortie : 
  - Italie : 8 février 1961
  - France : 15 septembre 1961
- Affiche : Georges Kerfyser (France)

## Distribution
- Cameron Mitchell  (V.F : William Sabatier) : Harald Sigurdsson
- Isabelle Corey  (VF : Elle-même) : Princesse Hildé
- Edmund Purdom  (V.F :  Jacques Deschamps)  : Svend
- Giorgio Ardisson  (V.F : Serge Sauvion)  : Gunthar
- Hélène Rémy : Erica
- Mario Feliciani (V.F: Claude Péran) : Simon le ministre de svend
- Andrea Aureli  (VF : Jean-Marie Amato) : Haakon
- Piero Lulli  (V.F : Marcel Bozzuffi) : Le capitaine Hardac
- Carla Calo  (V.F : Paula Dehelly) : Herta femme D’haakon
- Corrado Annicelli  (V.F : Maurice Pierrat)  :Godrun l’ambassadeur
- Nando Tamberlani  (V.F: Paul Ville): Gultred le pretre d’odin
- Aldo Bufi Landi  (V.F: Jean-Pierre Duclos) : Longborg
- Benito Stefanelli  (V.F : Michel Roux) : Lorig
- Tom Felleghy (V.F : Jean Violette)  : Un officier de svend
- Nello Pazzafini: Un viking
- Nando Angelini : Torvald, un viking
- Piero Gerlini   (V.F : Pierre Morin)  : Laif, un viking
- Giulio Maculani : Lars, un viking
- Rolande Forest (servante de Hildé) (voix)